# Hopman Cup
Hopman Cup è un torneo annuale di tennis a squadre nazionali miste.
La competizione si svolgeva a gennaio, in Australia, fino al 2019, ma è stata sostituita dall'ATP Cup tra il 2020 e il 2022. Il torneo è tornato nel calendario nel 2023, vedendo la sua collocazione nel mese di luglio. Nel 2024 non è stato giocato a causa della sua prossimità con le Olimpiadi. Nel 2025 cambia sede, spostandosi a Bari sui campi della Fiera del Levante.

## Storia
Il torneo, intitolato alla memoria del tennista australiano Harry Hopman (1906-85) fu istituito nel 1988: la sua prima edizione si tenne a Perth e vide la finale disputata il 1º gennaio 1989 tra le rappresentative di Cecoslovacchia e Australia.
Per le prime trenta edizioni al torneo presenziò la vedova di Hopman, la sua seconda moglie Lucy, che si è recata al torneo dalla sua casa negli Stati Uniti fino alla sua morte nel 2018. La Hopman Cup del 2006 è stato il primo torneo di tennis in cui è stato introdotto il sistema che consente ai giocatori di contestare le chiamate dei giudici linea, con tecnologia Hawk-Eye. Fino al 2012 compreso, la sede era il Burswood Dome presso il Burswood Entertainment Complex, a Perth. La 20ª edizione, nel 2008, doveva essere l'ultima tenutasi al Burswood Dome, tuttavia è stata prorogata fino al 2012, anno in cui la nuova Perth Arena sarebbe stata pronta. Dal 2013 al 2019 si è giocato alla Perth Arena.
Nel 2019, per la 31ª edizione del torneo, una folla record di 14.064 spettatori ha assistito al match tra Stati Uniti e Svizzera. Roger Federer e Belinda Bencic hanno vinto e Federer è diventato il primo giocatore a vincere il torneo tre volte. La Hopman Cup non si è tenuta nel 2020 ed è stata sostituita dalla nuova ATP Cup, che nel 2022 è stata soppressa. Il torneo è tornato in calendario nel luglio 2023 dopo tre anni di assenza, ed è stato giocato la settimana successiva a torneo di Wimbledon, sulla terra rossa di Nizza al Lawn Tennis Club.
Nel 2025 il torneo cambia nuovamente sede e si sposta a Bari, nella prestigiosa Fiera del Levante.

## Formula
A differenza degli altri tornei di tennis a squadre, come la Coppa Davis o la Billie Jean King Cup, che sono solo per uomini o per donne, la Hopman Cup prevede squadre nazionali miste. Fino al 2019 erano selezionate ogni anno otto nazioni, che competono ognuna con una squadra formata da un giocatore e una giocatrice, mentre dal 2023 saranno sei. Ogni incontro è dato da un singolare femminile, un singolare maschile e un doppio misto. Le otto squadre sono ripartite in due gironi da quattro squadre con formula all'italiana, e le prime di ogni girone si sfidano nella finale.

## Albo d'oro
| Edizione              | Edizione | Vincitore      | Squadra                                   |
| --------------------- | -------- | -------------- | ----------------------------------------- |
| 1                     | 1989     | Cecoslovacchia | Miloslav Mečíř Helena Suková              |
| 2                     | 1990     | Spagna         | Emilio Sánchez Arantxa Sánchez Vicario    |
| 3                     | 1991     | Jugoslavia     | Goran Prpić Monica Seles                  |
| 4                     | 1992     | Svizzera       | Jakob Hlasek Manuela Maleeva              |
| 5                     | 1993     | Germania       | Michael Stich Steffi Graf                 |
| 6                     | 1994     | Rep. Ceca      | Petr Korda Jana Novotná                   |
| 7                     | 1995     | Germania       | Boris Becker Anke Huber                   |
| 8                     | 1996     | Croazia        | Goran Ivanišević Iva Majoli               |
| 9                     | 1997     | Stati Uniti    | Justin Gimelstob Chanda Rubin             |
| 10                    | 1998     | Slovacchia     | Karol Kučera Karina Habšudová             |
| 11                    | 1999     | Australia      | Mark Philippoussis Jelena Dokić           |
| 12                    | 2000     | Sudafrica      | Wayne Ferreira Amanda Coetzer             |
| 13                    | 2001     | Svizzera       | Roger Federer Martina Hingis              |
| 14                    | 2002     | Spagna         | Tommy Robredo Arantxa Sánchez Vicario     |
| 15                    | 2003     | Stati Uniti    | James Blake Serena Williams               |
| 16                    | 2004     | Stati Uniti    | James Blake Lindsay Davenport             |
| 17                    | 2005     | Slovacchia     | Dominik Hrbatý Daniela Hantuchová         |
| 18                    | 2006     | Stati Uniti    | Taylor Dent Lisa Raymond                  |
| 19                    | 2007     | Russia         | Dmitrij Tursunov Nadia Petrova            |
| 20                    | 2008     | Stati Uniti    | Mardy Fish Serena Williams                |
| 21                    | 2009     | Slovacchia     | Dominik Hrbatý Dominika Cibulková         |
| 22                    | 2010     | Spagna         | Tommy Robredo María José Martínez Sánchez |
| 23                    | 2011     | Stati Uniti    | John Isner Bethanie Mattek-Sands          |
| 24                    | 2012     | Rep. Ceca      | Tomáš Berdych Petra Kvitová               |
| 25                    | 2013     | Spagna         | Fernando Verdasco Anabel Medina Garrigues |
| 26                    | 2014     | Francia        | Jo-Wilfried Tsonga Alizé Cornet           |
| 27                    | 2015     | Polonia        | Jerzy Janowicz Agnieszka Radwańska        |
| 28                    | 2016     | Australia      | Nick Kyrgios Dar’ja Gavrilova             |
| 29                    | 2017     | Francia        | Richard Gasquet Kristina Mladenovic       |
| 30                    | 2018     | Svizzera       | Roger Federer Belinda Bencic              |
| 31                    | 2019     | Svizzera       | Roger Federer Belinda Bencic              |
| 2020-22 non disputato |          |                |                                           |
| 32                    | 2023     | Croazia        | Borna Ćorić Donna Vekić                   |
| 2024 non disputato    |          |                |                                           |
| 33                    | 2025     | Canada         | Félix Auger-Aliassime Bianca Andreescu    |

## Statistiche
| Nazione        | Vittorie                               | Finali                                 |
| -------------- | -------------------------------------- | -------------------------------------- |
| Stati Uniti    | 1997, 2003, 2004, 2006, 2008, 2011 (6) | 1990, 1991, 2001, 2002, 2015, 2017 (6) |
| Spagna         | 1990, 2002, 2010, 2013 (4)             | 1993, 2007 (2)                         |
| Svizzera       | 1992, 2001, 2018, 2019 (4)             | 1996, 2023 (2)                         |
| Slovacchia     | 1998, 2005, 2009 (3)                   | 2004 (1)                               |
| Germania       | 1993, 1995 (2)                         | 1994, 2018, 2019 (3)                   |
| Australia      | 1999, 2016 (2)                         | 1989, 2003 (2)                         |
| Francia        | 2014, 2017 (2)                         | 1998, 2012 (2)                         |
| Rep. Ceca      | 1994, 2012 (2)                         | (0)                                    |
| Croazia        | 1996, 2023 (2)                         | (0)                                    |
| Canada         | 2025 (1)                               | (0)                                    |
| Cecoslovacchia | 1989 (1)                               | 1992 (1)                               |
| Russia         | 2007 (1)                               | 2009 (1)                               |
| Sudafrica      | 2000 (1)                               | 1997 (1)                               |
| Polonia        | 2015 (1)                               | 2014 (1)                               |
| Jugoslavia     | 1991 (1)                               | (0)                                    |
| Serbia         | (0)                                    | 2008, 2013 (2)                         |
| Ucraina        | (0)                                    | 1995, 2016 (2)                         |
| Argentina      | (0)                                    | 2005 (1)                               |
| Belgio         | (0)                                    | 2011 (1)                               |
| Regno Unito    | (0)                                    | 2010 (1)                               |
| Italia         | (0)                                    | 2025 (1)                               |
| Paesi Bassi    | (0)                                    | 2006 (1)                               |
| Svezia         | (0)                                    | 1999 (1)                               |
| Thailandia     | (0)                                    | 2000 (1)                               |